# Карнаух Назар Васильович
Назар Васильович Карнаух (нар. 1900, місто Веліж Смоленської губернії, тепер Смоленської області, Російська Федерація — після 1954) — радянський діяч органів держбезпеки, народний комісар внутрішніх справ Кабардино-Балкарської АРСР. Входив до складу особливої трійки НКВС СРСР. Депутат Верховної Ради СРСР 1-го скликання (1937—1939).

## Біографія
Народився в родині шевця. Закінчив церковноприходську школу. До 1918 року навчався в чоловічій гімназії міста Веліж, навчання не закінчив.
У 1918 році працював чорноробом на заводі, був коректором у Велізькій повітовій друкарні. З 1918 по квітень 1919 року — співробітник Велізького повітового відділу народної освіти. З квітня по липень 1919 року — завідувач підвідділу постачання шкіл літературою Велізького повітового відділу народної освіти Смоленської губернії.
Член РКП(б) з 1919 року.
У жовтні — листопаді 1919 року — червоноармієць окремого кавалерійського дивізіону на Західному фронті РСЧА. У листопаді — грудні 1919 року — червоноармієць окремої кавалерійської бригади імені Вільмута. У грудні 1919 — лютому 1920 року — секретар полкового бюро РКП(б), у лютому — травні 1920 року — військовий комісар, у травні — червні 1920 року — секретар військового комісара 85-го кавалерійського полку 15-ї кавалерійської дивізії РСЧА. У червні — вересні 1920 року — ад'ютант загону 1-ї бригади 15-ї кавалерійської дивізії корпусу Гая.
У жовтні 1920 — квітні 1921 року — червоноармієць 1-го кавалерійського полку 1-ї Окремої кавалерійської бригади при РВР 1-ї Кінної армії. У квітні 1921 — травні 1922 року — секретар полкового бюро РКП(б), у травні — червні 1922 року — військовий комісар ескадрону, у червні — серпні 1922 року — секретар військового комісара полку, у серпні 1922 — серпні 1923 року — політичний керівник санітарної частини, у серпні 1923 — березні 1924 року — секретар військового комісара полку, у березні — серпні 1924 року — секретар військового комісара штабу полку, у серпні — грудні 1924 року — секретар військового комісара і старший шифрувальник полку 1-ї Кінної армії.
У лютому — червні 1925 року навчався на курсах криптографії при спеціальному відділі ОДПУ.
У жовтні 1926 — листопаді 1927 року — співробітник особливого відділу ДПУ 1-ї особливої кавалерійської бригади Московського військового округу (МВО). У листопаді 1927 — серпні 1928 року — помічник уповноваженого 9-го відділення особливого відділу ДПУ МВО. У серпні 1928 — лютому 1930 року — уповноважений 3-го відділення особливого відділу ОДПУ МВО. У лютому — жовтні 1930 року — уповноважений 2-го відділення особливого відділу ОДПУ МВО. У жовтні 1930 — березні 1931 року — уповноважений 1-го відділення особливого відділу ОДПУ МВО. У березні 1931 — березні 1932 року — уповноважений 3-го відділення особливого відділу ОДПУ МВО. У березні 1932 — вересні 1933 року — уповноважений особливого відділу Повноважного представництва ОДПУ по Московській області. У вересні 1933 — червні 1934 року — заступник начальника 3-го відділення особливого відділу ОДПУ МВО. У червні 1934 — червні 1935 року — начальник 2-го відділення особливого відділу ГУДБ НКВС МВО. У червні 1935 — січні 1936 року — начальник 10-го відділення особливого відділу ГУДБ НКВС МВО. З січня 1936 року — начальник 9-го відділення особливого відділу ГУДБ НКВС Московського військового округу.
До липня 1937 року — начальник 1-го відділення особливого відділу УДБ УНКВС по Московській області. У липні 1937 року — помічник начальника 5-го відділу УДБ УНКВС по Московській області.
У липні — жовтні 1937 року — начальник 5-го відділу УДБ УНКВС по Івановській області.
1 жовтня 1937 — 22 січня 1939 року — народний комісар внутрішніх справ Кабардино-Балкарської АРСР. Входив до складу особливої трійки, створеної за наказом НКВС СРСР від 30 липня 1937 року, брав активну участь в сталінських репресіях.
Заарештований 22 січня 1939 року. Засуджений Військовою колегією Верховного суду СРСР 14 травня 1939 року за статтями 58-7, 58-8, 58-11 КК РРФСР до 20 років позбавлення волі. Відбував покарання у виправно-трудових таборах. 7 липня 1954 року звільнений достроково через хворобу визначенням Карагандинського обласного суду Казахської РСР.
Не реабілітований.

## Звання
- Лейтенант державної безпеки (25.12.1935)
- Старший лейтенант державної безпеки (16.04.1937)
- Капітан державної безпеки (19.09.1937)

## Нагороди
- орден Червоної Зірки (11.07.1937)